# 한승조
한승조(韓昇助, 1930년 1월 13일 ~ 2017년 7월 25일)는 대한민국의 교육자, 정치학자, 철학자, 언론인, 보수주의 운동가이다. 미국 캘리포니아 대학교 버클리에서 정치학 박사 학위를 받았으며, 귀국 후 고려대학교 명예교수 등을 역임했다.

## 생애
고려대 정치학과 대학원을 졸업하고 미국 유학, 캘리포니아 대학교 버클리에서 정치학 박사를 딴 후, 1967년부터 1995년까지 고려대학교 정치학과 교수를 지냈다. 재임 중 정경대학장을 지냈으며, 퇴임 후 명예교수로 있다가 일본의 식민지 지배를 미화하는 글을 쓴 것이 문제가 된 후 명예교수직에서 사퇴했다. 한국유신학술원 회원, 한국정치학회 회장, 국민윤리학회 회장, 보수단체인 자유시민연대 공동대표도 역임했다.  정년 퇴임 후 고려대학교 정치학과 명예 교수에 선임되었다.
일본 보수언론인 산케이 신문의 자매지인 세이론(正論) 2005년 4월호에 "공산주의·좌파사상에 기인한 친일파 단죄의 어리석음: 한일 병합을 재평가하자"라는 제목의 글을 기고하였다. 글의 내용 중에 "식민지 지배는 축복"이라는 구절 등이 문제되어 대한민국 내 여론으로부터 비난을 받았다. 그를 옹호하는 사람들은 이른바 신친일파라고 부르기도 한다.
이 주장에 책임을 지고 고려대학교 명예교수직에서 사퇴하였다. 그러나 한국 국내의 움직임과는 반대로 일본의 우파는 “양심적 한국인”이라고 평가를 했다.

## 저서 및 논문

### 저서
- 《박정희 붐 우연인가 필연인가》 (1999)
- 《인류역사와 세계문명》 (1998)
- 《한국민주주의와 정치발전(증보판)》 (1974)
- 《한국정치의 지도자들》 (1992)
- 《한국정치의 지도자들:대정진신서 1》 (1992)

### 공저
- 《남북한의 인성 사상교육:아산재단연구총서 제42집》 (1998)
- 《동북아 정세변화와 한일관계:아산재단연구총서 22》 (1995)
- 《21세기의 도전과 한국의 대응》 (1993)
- 《해방전후사의 쟁점과 평가》 (1990)
- 《해방전후사의 쟁점과 평가》 2 (1990)

### 논문
- <평화통일을 위한 정치사상>

## 학력
- 고려대학교 정치외교학과 졸업
- 고려대학교 대학원 정치학 석사
- 미국 캘리포니아 대학교 버클리 정치학 박사

## 상훈 경력
- 1986년 국민훈장모란장

## 같이 보기
| - 표현의 자유 - 사상의 자유 - 고려대학교 - 친일파 - 수정주의 - 식민 지배 혜택론 - 지만원 - 조갑제 - 서정갑 - 박노자 | - 김완섭 - 고젠카 - 강정구 - 한홍구 - 마광수 - 윤이상 - 진중권 - 강준만 - 박정희 - 이승만 - 김구 | - 박관수 - 박홍 - 선우휘 - 오제도 - 이도형 - 전원책 - 윤치영 - 홍관희 |

## 참고 서적
- 자유지성 300인회, 한국 재도약을 위한 결단 (삶과꿈 펴냄, 1998)